# Jamal Ali
Jamal Ali (àrab: جمال علي)  (Iraq, 2 de febrer de 1956) fou un futbolista iraquià de la dècada de 1980 i entrenador de futbol.
Fou internacional amb la selecció de futbol de l'Iraq amb la qual participà a la Copa del Món de futbol de 1986. Pel que fa a clubs, destacà a Al-Talaba SC Bagdad.

## Trajectòria com a entrenador
| Equip         | Nat                 | De               | A                | Resultats | Resultats | Resultats | Resultats | Resultats |
| Equip         | Nat                 | De               | A                | P         | G         | E         | P         |           |
| ------------- | ------------------- | ---------------- | ---------------- | --------- | --------- | --------- | --------- | --------- |
| Al-Talaba     | Iraq                | 6 Setembre 2011  | 20 Agost 2012    | 38        | 19        | 11        | 8         |           |
| Duhok         | Iraq                | 21 Agost 2012    | 10 Febrer 2013   | 15        | 7         | 6         | 2         |           |
| Al-Naft       | Iraq                | 1 Març 2013      | 18 Setembre 2013 | 20        | 11        | 1         | 8         |           |
| Al-Mina'a     | Iraq                | 21 Setembre 2013 | 30 Desembre 2013 | 10        | 2         | 4         | 4         |           |
| Al-Zawraa     | Iraq                | 4 Juliol 2014    | 6 Octubre 2014   | 2         | 1         | 0         | 1         |           |
| Al Hamriyah   | Emirats Àrabs Units | 9 Maig 2017      | 6 Gener 2018     | 14        | 6         | 3         | 5         |           |
| Al-Arabi      | Emirats Àrabs Units | 18 Febrer 2018   | 2 Desembre 2018  | 16        | 3         | 2         | 11        |           |
| Naft Al-Wasat | Iraq                | 2 Juliol 2020    | 19 Gener 2021    | 19        | 12        | 3         | 4         |           |